# Llengües penutianes d'Oregon
Les llengües penutianes d'Oregon constitueixen un subgrup del penutià proposat per Sapir i el parentiu genètic de les quals no està encara del tot clar. De les sis llengües que haurien format originalment aquest grup, en l'actualitat només sobreviu el hanis amb unes desenes de parlants. Les llengües eren parlades al llarg de les dues ribes del riu Columbia inferior i mig, a Willamette Valley, a les Cascade Range, al llarg de la costa d'Oregon, i en les valls dels rius Umpqua i Rogue. La zona en la qual es parlen inclou les zones actualment més poblades d'Oregon.

## Història
No es coneixen amb precisió les relacions internes entre les llengües penutianes d'Oregon. Es dona per fet, per exemple, que el takelma i el kalapuya estan directament relacionats, i es considera que el parentiu del takelma amb el coos és altament probable. D'altra banda la proposta que les llengües de la costa formen un grup (penutià oregonià de la costa) sembla altament problemàtic: la relació entre el siuslaw i l'alsea ha de ser reconsiderada admetent la possibilitat de préstecs massius entre aquestes dues llengües en diferents moments.

## Característiques comunes
A diferència del que succeeix amb el penutià californià, les llengües penutianes d'Oregon presenten bastant homogeneïtat, i s'han assenyalat nombroses construccions paral·leles en aquestes llengües. A causa que les fonologies de moltes de les llengües d'aquest grup només es coneixen superficialment, només ha estat possible establir un nombre limitat de correspondències fonètiques. En aquestes condicions només la comparació morfològica sembla oferir actualment un via per classificar aquestes llengües.
Els inventaris fonològics de les llengües penutianes d'Oregon són més nombrosos que els de les llengües penutianes californianes.

### Gramàtica
La següent és una llista comparativa dels pronoms
| GLOSSA              | Takelma | Kalapuya | Siuslaw                   | Coos  |
| ------------------- | ------- | -------- | ------------------------- | ----- |
| 1a persona singular | gi      | ʧi       | na'han                    | ka    |
| 2a persona singular | ma      | maha     | nixats                    | me    |
| 3a persona singular | ak'     | koka     | sà                        | wa    |
| 1a persona plural   | goum    | soto     | nanɬ (inc.) na'xan (exc.) | mak   |
| 2a persona plural   | map     | miti     | ni'xatstcî                | makan |
| 3a persona plural   | ai      | kinuk    | sànx                      | uti   |

### Comparació lèxica: numerals
Els numerals de l'1 al 10 són:
| GLOSSA | Takelma  | kalapuya   | Siuslaw    | Coos       | Alsea          |              |
| ------ | -------- | ---------- | ---------- | ---------- | -------------- | ------------ |
| 1      | mī'sga   | tawna      | alq        | yîxēi'     | qaaītskit      |              |
| 2      | gā'm     | kēme       | xāts!ū     | yûxwä'     | xe'Lx          | *kā- *xatsu- |
| 3      | xi'bini` | psen       | cī'nx      | yî'psEn    | psinLx         | *psin-       |
| 4      | gamga'm  | tapa       | xā'ts!ūn   | he'cLiL    | tsu'nk-xatsuxt |              |
| 5      | dẽhal    | wān        | Lxa'ps     | kat`E'mîs  | sūdāa'st       |              |
| 6      | haī-mīs  | ta'fo      | qatīmx     | 1+wîeq     | laqaī'st       |              |
| 7      | haī-gām  | psin-mīwē' | 2 + qtā'mx | 2+wîeq     | 2+laqaī'st     | *kā- + 5     |
| 8      | haī-xin  |            | 3 + qtā'mx | 1+ahäl     | 3+laqaī'st     | *psin + 5    |
| 9      | haī-go`  | kwī'sta    | a'lqxaut   | 2+ahäl     | xamwae         |              |
| 10     | i'xdīl   |            | kīxEs      | Lep!qa' nī | saū'tist       |              |